# Mormonia palaeogama
Mormonia palaeogama là một loài bướm đêm trong họ Noctuidae.